# Zengő Motorsport
Zengő Motorsport es un equipo húngaro de automovilismo fundado por Zoltán Zengő. Actualmente compiten en la Copa Mundial de Turismos y en otros campeonatos de TCR.

## Historia
El equipo fue fundado en 1996, y hasta finales de los 2000 se mantuvo en el plano nacional. Inicialmente fue creado para apoyar la carrera de su fundador Zoltán Zengő, y años más tarde la empresa se hizo cargo de la organización de dos campeonatos monomarca nacionales. En 2007 inició el proyecto que unió a Zengő Motorsport con la marca SEAT, para competir al año siguiente en el nuevo campeonato llamado Eurocopa SEAT León.

### Campeonato Mundial de Turismos
El equipo alistó un SEAT León 2.0 TDI en su primera temporada del WTCC en 2010 para Norbert Michelisz bajo el estandarte de Zengő–Dension Team. El equipo no fue elegible para el Trofeo Independiente de Yokohama debido a una protesta de otros equipos justo antes de la apertura de la temporada, alegando que el equipo tiene un apoyo sustancial de fábrica de SEAT Sport. Anotaron un punto en su primera carrera del WTCC cuando Michelisz terminó la primera carrera en Brasil en el décimo lugar. Michelisz alcanzó su primer podio en Japón. En la siguiente ronda, la última de la temporada en Macao, logró su primera victoria y la primera de Zengő en el mundial. Michelisz terminó la temporada noveno en la clasificación de pilotos.
Para 2011, el equipo cambió los autos al BMW 320 TC y fue elegible para el Trofeo Independiente de Yokohama. El equipo tuvo que perderse la Carrera de Brasil inaugural de la temporada, ya que decidió probar el nuevo coche antes de competir con él. Michelisz logró un podio general a lo largo del año y varias victorias dentro del trofeo de independientes, finalizando noveno en el campeonato mundial y cuarto del trofeo.

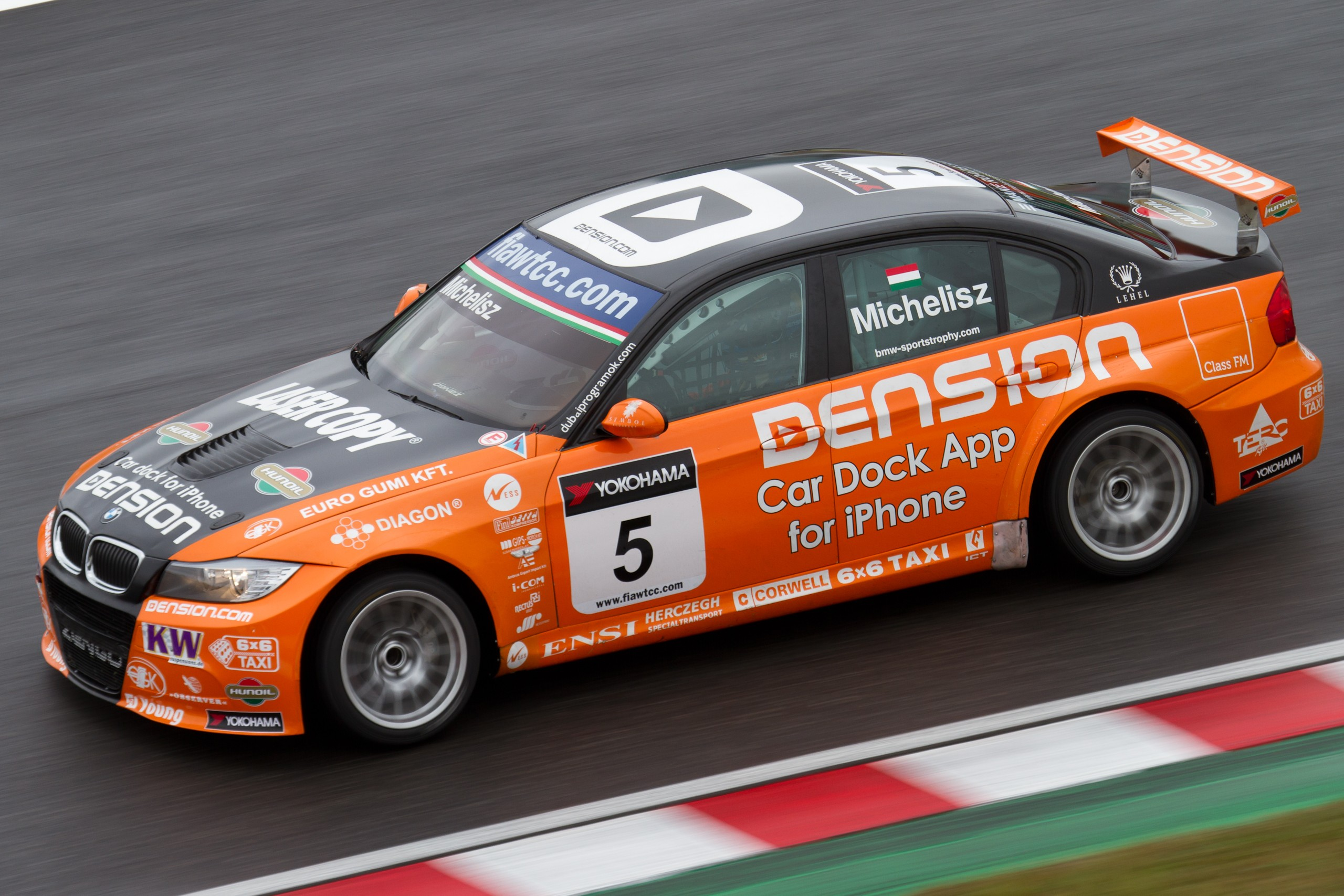
Norbert Michelisz a bordo del BMW de Zengő.

El equipo inscribió dos 320 TC para el inicio de la temporada 2012 con Gábor Wéber uniéndose a Michelisz en el equipo. El patrocinador anterior, Dension, se retiró del WTCC, por lo que el equipo cambió su nombre de nuevo a Zengő Motorsport. Michelisz comenzó en la primera posición para la segunda carrera de Monza y lideró hasta la séptima vuelta cuando chocó una paloma en la pista. Después de esto, comenzó a bajar el pedido y terminó octavo. Las preocupaciones financieras significaron que Wéber se perdió la ronda de Marruecos, lo que redujo al equipo a correr un solo automóvil para el evento. Wéber regresó en Eslovaquia, donde Michelisz logró su primera pole position y la del equipo en el WTCC. Zengő Motorsport y Michelisz se llevaron la victoria de la carrera dos en Hungría frente a su público local. El equipo se redujo nuevamente a un solo automóvil para Brasil cuando Wéber abandonó definitivamente debido a la falta de patrocinio. En esta ronda, Norbert se colocó al frente del trofeo Yokohama por delante de Pepe Oriola. Un par de podios en Estados Unidos fueron los últimos puntos de campeonato general de la temporada para el equipo. A pesar de no sumar en las seis carreras siguientes, el piloto húngaro ganó el trofeo de independientes Yokohama. Zengő Motorsport terminó quinto en el Trofeo de equipos de Yokohama.
Zengő Motorsport continuó en el mundial en 2013, ahora con un Honda Civic 1.6T construido por JAS Motorsport. Michelisz se quedó como único piloto del equipo, y repitió tanto número de victorias como puesto final en el campeonato. Subió al podio en Eslovaquia, Hungría, Austria, Rusia, Estados Unidos, Japón y China, logrando en Suzuka su único triunfo. Él no participó en el trofeo de independientes pero sí el equipo, que finalizó cuarto.
2014 fue la mejor temporada en el mundial, tanto para el equipo como para Norbert, si bien solamente alcanzaron cuatro podios y ninguna victoria. Norbert Michelisz finalizó cuarto en el campeonato de pilotos, solamente detrás de los pilotos de Citroën: José María López, Yvan Muller y Sébastien Loeb. Por lo tanto, venció a los pilotos de los equipos de fábrica de JAS Honda y Lada Sport. Por su parte, Zengő Motorsport logró el segundo puesto en el trofeo de equipos independientes, detrás de ROAL Motorsport.
Los húngaros volvieron a la victoria en la temporada 2015, venciendo en la segunda carrera en el Hungaroring. Lograron otros cinco podios y el sexto puesto del piloto en el clasificador final. Michelisz volvió a ser parte del trofeo de independientes, el cual ganó sobre el marroquí Mehdi Bennani (Sébastien Loeb Racing). Zengő finalizó tercero en el trofeo de equipos, detrás de ROAL y Campos. Michelisz marchó al Honda Racing Team JAS, equipo de fábrica de la marca, para 2016.
Para esa temporada, los resultados del equipo decayeron. Ferenc Ficza fue su piloto a tiempo completo, pero solo sumó puntos en una ocasión y Dániel Nagy corrió media temporada sin sumar. Zengő Motorsport fue el equipo que menos sumó en el trofeo de independientes.
Para 2017, el equipo contrató a Dániel Nagy y al francés Aurélien Panis, quien fue remplazado por Zsolt Szabó desde la sexta ronda. Entre los tres sumaron cuatro puntos y Zengő fue nuevamente último en el trofeo.

### Copa Mundial de Turismos
Tras la fusión del WTCC y el TCR International Series, en 2018 se formó la Copa Mundial de Turismos. Para la temporada inaugural de este campeonato, el equipo volvió a contar con Szabó y llamó a Norbert Nagy para que lo acompañe. El primero de los pilotos sumó cuatro puntos y el segundo 18 (fue segundo en la carrera 2 de Eslovaquia), mientras que el equipo ocupó la última posición en el campeonato de equipos.
Volvió a tiempo completo al mundial en 2020 con tres León Competición TCR para Bence Boldizs, Mikel Azcona y Gábor Kismarty-Lechner. Azcona fue el piloto más destacado. Alcanzó una victoria en Aragón y fue séptimo en el clasificador a final de año, mientras que Zengő fue quinto en equipos.
En la temporada 2021, el equipo se dividió en el Zengő Motorsport, donde compitieron Robert Huff y Mikel Azcona, y el Zengő Motorsport Drivers’ Academy, donde compitieron Jordi Gené y Bence Boldizs. Azcona logró una victoria y otros resultados destacados que lo colocaron séptimo en el campeonato de pilotos y Huff también ganó una carrera, mientras que Gené y Boldizs terminaron al fondo del campeonato tras sumar pocos puntos en toda la temporada.

### Otros campeonatos

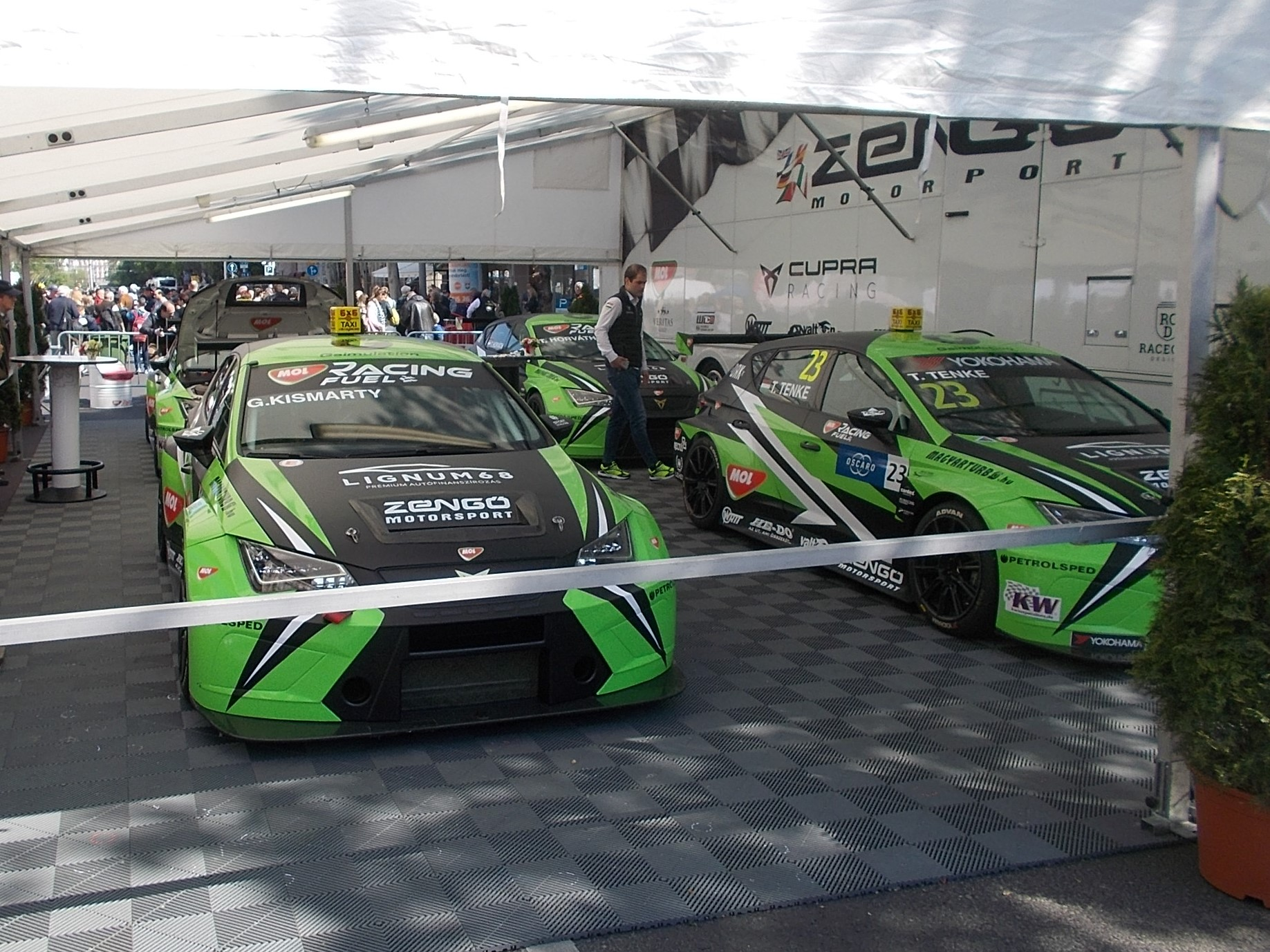
Varios Cupra León del equipo, año 2019.

Entre 2008 y 2010, fue parte de la Eurocopa SEAT León. Michelisz ganó el título en 2009 y Wéber en 2010 de la mano de Zengő.
El equipo Zengő, bajo el nombre de «Zengő Junior Team», en la Copa Europea de Turismos 2013 con un SEAT León Supercopa. Sus pilotos fueron los húngaros Ferenc Ficza y Norbert Nagy. En 2016 volvió a esta categoría, y su piloto Norbert Nagy finalizó tercero en el clasificador al final de esa temporada y segundo en la siguiente.
En el estreno del TCR International Series en 2015, el equipo participó a medio tiempo con un León Cup Racer. Al año siguiente volvió a competir en algunas rondas del campeonato con un SEAT León TCR y un Kia Cee'd TCR. En el TCR Europe Touring Car Series debutó en 2018 Cupra y estuvo presente en casi todas las competencias de 2019 junto al piloto Tamás Tenke. Zengő Motorsport también compite en otros campeonatos de TCR de forma esporádica.
En 2021, el equipo representó a Cupra en el nuevo campeonato Pure ETCR disputado con turismos eléctricos. Mikel Azcona, Jordi Gené, Dániel Nagy y Mattias Ekström fueron sus pilotos. Cupra-Zengő ganó el campeonato de fabricantes y su piloto Ekström el de pilotos.